# Lohmannia corallium
Lohmannia corallium är en kvalsterart som beskrevs av Nakatamari 1982. Lohmannia corallium ingår i släktet Lohmannia och familjen Lohmanniidae. Inga underarter finns listade i Catalogue of Life.